# Ternärkörper
Ein Ternärkörper ist eine algebraische Struktur, die in der synthetischen Geometrie als Koordinatenbereich einer beliebigen affinen Ebene dient. Als Menge besteht der Ternärkörper dabei aus den Punkten einer fest gewählten Geraden der Ebene, nämlich der ersten Koordinatenachse des Koordinatensystems, das man auf dieser Ebene einführt. Auf dieser Punktmenge wird durch die Ternärkonstruktion eine dreistellige Verknüpfung {\displaystyle T} definiert, mit der die Gerade die algebraische Struktur eines Ternärkörpers erhält. Umgekehrt gibt es zu jeder Struktur {\displaystyle (K,T)}, die die Axiome eines Ternärkörpers erfüllt, eine affine Ebene, deren Punkte die Paare {\displaystyle (x_{1},x_{2})\in K^{2}} sind und deren Geraden sich als Lösungsmengen von Gleichungen in {\displaystyle K} mit Hilfe der Ternärverknüpfung {\displaystyle T} darstellen lassen.
Etwas salopp formuliert: Jede affine Ebene „ist“ eine zweidimensionale Ebene über einem Ternärkörper und zu jeder affinen Ebene gibt es bis auf Isomorphie genau einen Ternärkörper als Koordinatenmenge. Die Mächtigkeit des Ternärkörpers entspricht der Ordnung der zugehörigen affinen Ebene.
Ist die affine Ebene eine affine Translationsebene, dann kann ihr Koordinatenternärkörper zu einem Quasikörper gemacht werden, für desarguesche Ebenen ist dies sogar ein Schiefkörper, für pappussche Ebenen ein Körper.
Ein Ternärkörper, in dem die Ternärverknüpfung durch eine Addition und eine Multiplikation dargestellt werden kann, wird als linear bezeichnet. Erfüllt in einem linearen Ternärkörper die Addition das Assoziativgesetz, dann wird er als kartesische Gruppe bezeichnet.  Quasikörper sind stets kartesische Gruppen. Einen Quasikörper, dessen Multiplikation assoziativ ist, nennt man Fastkörper. Wenn beide Distributivgesetze gelten, wird der Quasikörper in der Geometrie als Halbkörper bezeichnet. Alternativkörper sind stets solche Halbkörper, Schiefkörper sind stets Alternativkörper.
Die hier beschriebenen Koordinatenbereiche, die in der synthetischen Geometrie als Koordinatenkörper bezeichnet werden, auch wenn sie nicht Körper im algebraischen Sinn sind, können auch zur Einführung von projektiven Koordinaten auf einer projektiven Ebene benutzt werden. Der Zusammenhang zwischen affinen und projektiven Schließungssätzen und den Folgerungen für die algebraische Struktur des Koordinatenbereichs der Ebenen, die den Schließungssatz erfüllen, wird im vorliegenden Artikel dargestellt und weiter unten im Abschnitt #Schließungssätze und Koordinatenbereiche zusammengefasst. Bei der Klassifikation projektiver Ebenen stellt sich heraus, dass jeder Klasse von projektiven Ebenen (im Sinne der Klassifizierung nach Hanfried Lenz) eine Klasse von Koordinatenbereichen mit jeweils für diese Ebenenklasse charakteristischen Zusatzeigenschaften zugeordnet werden kann.
Im vorliegenden Artikel werden Algebraisierungen von affinen Ebenen beschrieben, die auf einem Koordinatensystem beruhen, und die Verknüpfungen, die sich durch die geometrische Struktur auf einer Koordinatenachse ergeben. Ein anderer Zugang, der sich vor allem für nichtdesarguesche affine Translationsebenen als fruchtbar erweist, besteht darin, gewisse, nämlich die spurtreuen, Endomorphismen der Translationsgruppe algebraisch zu beschreiben. Dieser Ansatz führt bei desargueschen Ebenen zu einem Schiefkörper, der isomorph zu dem im vorliegenden Artikel beschriebenen Koordinatenschiefkörper ist.
Dieser andere Zugang wird im Hauptartikel Affine Translationsebene beschrieben. Für eine synonyme Algebraisierung von affinen Ebenen, insbesondere der nichtdesargueschen, ohne dezidierte Auszeichnung eines Koordinatensystems wird auf den Hauptartikel Geometrische Relationenalgebra verwiesen.

## Geometrische Konstruktion
Hier werden zu einer affinen Ebene {\displaystyle A} ihr Koordinatenternärkörper {\displaystyle K} und dessen Verknüpfung geometrisch konstruiert. Dazu müssen in der affinen Ebene drei nicht auf einer Geraden liegende Punkte {\displaystyle (O;E_{1},E_{2})} als Koordinatenbezugssystem (Punktbasis) fest gewählt werden. Der Punkt {\displaystyle O} ist der Ursprung, die anderen Punkte sind die Einheitspunkte dieses Koordinatensystems. Die Punkte der Verbindungsgeraden {\displaystyle OE_{1}}, der ersten Koordinatenachse, bilden die Koordinatenmenge {\displaystyle K}. Diese Koordinatenmenge wird durch die Ternärkonstruktion mit einer dreistelligen Verknüpfung ausgestattet, mit der sie zu einem Ternärkörper wird.

### Koordinatenkonstruktion

Konstruktion des Koordinatenpaars zu einem Punkt und umgekehrt.

Zu einem Punkt {\displaystyle P\in A} ist
1. {\displaystyle x_{1}}: Die Parallele zu {\displaystyle OE_{2}} durch {\displaystyle P} schneidet die erste Koordinatenachse {\displaystyle OE_{1}} in {\displaystyle x_{1}}.
2. {\displaystyle x_{2}}: Die Parallele zu {\displaystyle OE_{1}} durch {\displaystyle P} schneidet die zweite Koordinatenachse {\displaystyle OE_{2}} in {\displaystyle P_{2}}. Die Parallele zu {\displaystyle E_{1}E_{2}} durch {\displaystyle P_{2}} schneidet die erste Koordinatenachse in {\displaystyle x_{2}}.

Das Punktepaar {\displaystyle (x_{1},x_{2})\in K^{2}=(OE_{1})^{2}} heißt Koordinatenpaar des Punktes {\displaystyle P}, es ist dann üblich, wenn das Koordinatensystem {\displaystyle (O,E_{1},E_{2})} klar ist, {\displaystyle P(x_{1}|x_{2})} für den Punkt zu schreiben.
Diese Konstruktion lässt sich umkehren:
Zu einem Koordinatenpaar {\displaystyle (x_{1},x_{2})\in K^{2}} ist
1. {\displaystyle P_{2}}: Die Parallele zu {\displaystyle E_{1}E_{2}} durch {\displaystyle x_{2}} schneidet die zweite Koordinatenachse {\displaystyle OE_{2}} in {\displaystyle P_{2}}.
2. {\displaystyle P}: Die Parallele zu {\displaystyle OE_{1}} durch {\displaystyle P_{2}} schneidet die Parallele zu {\displaystyle OE_{2}} durch {\displaystyle x_{1}} in {\displaystyle P}.

Dadurch wird jedem Koordinatenpaar umkehrbar eindeutig ein Punkt der affinen Ebene {\displaystyle A} zugeordnet.
Die Abbildung rechts zeigt die Schritte beider Konstruktionen, der Koordinatenkonstruktion und ihrer Umkehrung. Beide Konstruktionen können so für alle Koordinatenbereiche vom Ternärkörper bis zum Körper in beide Richtungen angewendet werden.

### Ternärkonstruktion

Ternärkonstruktion.

Zu drei Koordinaten {\displaystyle a,x_{1},x_{2}\in K}, also Punkten auf der Achse {\displaystyle K=OE_{1}}, wird zunächst durch umgekehrte Koordinatenkonstruktion der Punkt {\displaystyle P} mit den Koordinaten {\displaystyle (x_{1}|x_{2})} in  der affinen Ebene konstruiert. Dann schneidet die Parallele zu {\displaystyle aE_{2}} durch {\displaystyle P} die erste Koordinatenachse {\displaystyle OE_{1}} in {\displaystyle t=T(a,x_{2},x_{1})}.
Die Abbildung rechts zeigt die Ternärkonstruktion. Die abgebildete Gerade {\displaystyle aE_{2}} erhält dann die Koordinatengleichung {\displaystyle g_{a,a}:T(a,x_{2},x_{1})=a}, ihre Parallelenschar sind die Geraden mit den Gleichungen {\displaystyle g_{a,d}:T(a,x_{2},x_{1})=d}, wobei {\displaystyle d} der jeweilige „{\displaystyle x_{1}}-Achsenabschnitt“ ist, d. h. {\displaystyle g_{a,d}} schneidet die erste Koordinatenachse in {\displaystyle (d|0)}. Die allgemeine Definition der Geradengleichungen erfolgt weiter unten.
Die Menge {\displaystyle K} der Punkte auf der ersten Koordinatenachse erfüllt mit der Verknüpfung, die durch die Ternärkonstruktion gegeben ist, die axiomatischen Forderungen an einen Ternärkörper. Die Strukturkonstanten, deren Existenz in den Axiomen gefordert ist, sind die Punkte {\displaystyle 0=O} bzw. {\displaystyle 1=E_{1}}, also Ursprung bzw. erster Einheitspunkt der Punktbasis.

## Algebraische Definition
Hier wird ein Ternärkörper {\displaystyle K} durch seine algebraischen Eigenschaften definiert und auf der so definierten Struktur eine affine Ebene aufgebaut, in der die Elemente von {\displaystyle K^{2}} als Punkte dienen.

### Axiome
Eine Menge {\displaystyle K} zusammen mit einer dreistelligen Verknüpfung (der Ternärverknüpfung) {\displaystyle T:K^{3}\rightarrow K} heißt Ternärkörper, wenn die folgenden Axiome gelten:
1. Es gibt zwei verschiedene Elemente {\displaystyle 0} und {\displaystyle 1} in {\displaystyle K}, so dass {\displaystyle T(0,b,c)=T(a,0,c)=c} und {\displaystyle T(a,1,0)=a} und {\displaystyle T(1,b,0)=b} für alle {\displaystyle a,b,c\in K} gilt.
2. Zu {\displaystyle a,x_{2},d\in K} gibt es genau ein {\displaystyle x_{1}\in K} für das {\displaystyle T(a,x_{2},x_{1})=d} gilt.
3. Zu {\displaystyle a,d,a',d'\in K} gibt es, falls {\displaystyle a\neq a'} ist, genau ein Paar {\displaystyle (x_{1},x_{2})\in K^{2}}, für das {\displaystyle T(a,x_{2},x_{1})=d,\quad T(a',x_{2},x_{1})=d'} gilt.
4. Zu zwei Paaren {\displaystyle (x_{1},x_{2}),(y_{1},y_{2})\in K^{2}} gibt es, falls {\displaystyle x_{2}\neq y_{2}} ist, genau ein {\displaystyle a\in K}, für das {\displaystyle T(a,x_{2},x_{1})=T(a,y_{2},y_{1})} gilt.

In der Literatur finden sich auch Axiome für Ternärkörper, bei denen die Rollen der ersten und zweiten Stelle in der Ternärverknüpfung vertauscht sind. Diese Ternärverknüpfung, die hier als „Rechtsternärverknüpfung“ {\displaystyle T^{\text{op}}} bezeichnet werden soll, geht aus der hier beschriebenen „Linksternärverknüpfung“ {\displaystyle T} durch die Vertauschung der ersten zwei Stellen hervor: {\displaystyle T(a,x_{2},x_{1})=T^{\text{op}}(x_{2},a,x_{1})}. Das dritte und vierte Axiom muss entsprechend für {\displaystyle T^{\text{op}}} umformuliert werden.

#### Addition und Multiplikation, speziellere Ternärkörper
Man kann allgemein in Ternärkörpern eine Addition und Multiplikation so definieren:
{\displaystyle a+b=T(a,1,b)} und
{\displaystyle a\cdot b=T(a,b,0)}.
Es gilt:
- {\displaystyle (K,+)} ist eine Quasigruppe mit dem neutralen Element {\displaystyle 0}, also eine Loop,
- {\displaystyle (K\setminus \{0\},\cdot )} ist ebenfalls eine Loop mit dem neutralen Element 1 und
- es gilt {\displaystyle a\cdot 0=0\cdot a=0} für jedes Element {\displaystyle a\in K}.

Gilt darüber hinaus
{\displaystyle T(a,b,c)=T(T(a,b,0),1,c)}, also {\displaystyle T(a,b,c)=a\cdot b+c} für alle {\displaystyle a,b,c\in K},
so nennt man den Ternärkörper {\displaystyle K} linear.
Ist die hier definierte Addition assoziativ, dann bildet {\displaystyle (K,+)} sogar eine Gruppe. In diesem Fall nennt man einen linearen Ternärkörper {\displaystyle (K,+,\cdot )} eine Kartesische Gruppe.
Der Ternärkörper einer affinen Translationsebene ist ein Quasikörper, eine kartesische Gruppe mit kommutativer Addition und weiteren Zusatzeigenschaften. Siehe dazu die Hauptartikel Affine Translationsebene und Quasikörper.

### Geometrie der Ebene
- Die Menge der Paare {\displaystyle A=K^{2}} bildet die Menge der Punkte,
- Geraden sind

- die Lösungsmengen der Gleichungen {\displaystyle x_{2}=c}, ({\displaystyle g_{c}=\lbrace (x_{1},x_{2})\in A:x_{2}=c\rbrace }) und
- die Lösungsmengen der Gleichungen {\displaystyle T(a,x_{2},x_{1})=d}, ({\displaystyle g_{a,d}=\lbrace (x_{1},x_{2})\in A:T(a,x_{2},x_{1})=d\rbrace } bzw. {\displaystyle g_{a,d}=\lbrace (x_{1},x_{2})\in A:a\cdot x_{2}+x_{1}=d\rbrace } für lineare Ternärkörper, also insbesondere Quasi- und Schiefkörper)

- Die Elemente {\displaystyle c,a,d} heißen Koeffizienten der Geraden {\displaystyle g_{c}} bzw. {\displaystyle g_{a,d}}. Sie beschreiben die Geraden eineindeutig, das heißt zwei Geraden stimmen genau dann überein, wenn sie vom gleichen Typ sind und ihre Koeffizienten übereinstimmen.
- Zwei Geraden sind genau dann parallel, wenn sie beide vom erstgenannten Typ sind {\displaystyle g_{c_{1}}\parallel g_{c_{2}}} oder wenn sie beide vom zweitgenannten Typ sind und in ihrem ersten Koeffizienten übereinstimmen: {\displaystyle g_{a,d_{1}}\parallel g_{a,d_{2}}}.

#### Varianten
- Durch die Gleichungen {\displaystyle T(a,x_{1},d)=x_{2};x_{1}=c} erhält man explizite Geradengleichungen, die in der neueren Literatur bevorzugt werden. Dann ist {\displaystyle d} der „{\displaystyle x_{2}}-Achsenabschnitt“, die Koeffizienten unterscheiden sich von den oben definierten.
- Entsprechende Geradengleichungen für die umgekehrte „Rechts“-Version {\displaystyle T^{op}} erhält man natürlich wieder einfach durch Vertauschen der Rolle der ersten und zweiten Stelle.

### Endliche Ternärkörper und lateinische Quadrate
Durch eine Liste von {\displaystyle n-1} paarweise orthogonalen lateinischen Quadraten der Ordnung n wird ein (bis auf Isomorphie) eindeutiger Ternärkörper mit n Elementen bestimmt. Jeder endliche Ternärkörper mit einer festen Anordnung seiner Elemente bestimmt  eine (bis auf die Reihenfolge der Quadrate und gemeinsame Umnummerierung aller ihrer Einträge) eindeutige solche Liste.

## Schließungssätze und Koordinatenbereiche
In der nachfolgenden Tabelle werden die Folgerungen zusammengefasst, die sich aus geometrischen Schließungssätzen für die algebraische Struktur eines Koordinatenbereiches ergeben, der einer Ebene zugeordnet werden kann. Außerdem zeigt die Tabelle, welche Schließungssätze eine Ebene erfüllt, deren Koordinatenbereich die Axiome für einen bestimmten „verallgemeinerten Körper“ erfüllt.
| Affine Ebene         | Affine Ebene                             | Affine Ebene                                       | Projektive Ebene         | Projektive Ebene               |
| Bezeichnung          | Geometrische Charakterisierung           | Koordinatenbereich                                 | Bezeichnung              | Projektiver Schließungssatz    |
| Affine Inzidenzebene | (Axiome der affinen Ebene)               | {\displaystyle (K,T)} ist ein Ternärkörper.        | projektive Inzidenzebene | (Axiome der projektiven Ebene) |
| Translationsebene    | Kleiner affiner Satz von Desargues gilt. | {\displaystyle (K,+,\cdot )} ist ein Quasikörper.  | Moufangebene             | Kleiner Satz von Desargues     |
| Desarguesche Ebene   | Großer affiner Satz von Desargues gilt.  | {\displaystyle (K,+,\cdot )} ist ein Schiefkörper. | Desarguessche Ebene      | Großer Satz von Desargues      |
| Pappussche Ebene     | Großer affiner Satz von Pappos gilt.     | {\displaystyle (K,+,\cdot )} ist ein Körper.       | Pappussche Ebene         | Großer Satz von Pappos         |

In der Tabelle impliziert jede Zeile die darüberliegende, wobei die Axiome der affinen bzw. projektiven Ebene von jeder spezielleren Ebene gefordert werden und die Verknüpfung im Ternärkörper eine andere ist als in den spezielleren Körpern. Affine Ebenen, deren Koordinatenbereich ein Schiefkörper ist, in denen also der große affine Satz von Desargues gilt, werden affine desarguessche Ebenen, alle anderen affine nichtdesarguessche Ebenen genannt.  Die letzten beiden Spalten führen die entsprechenden projektiven Ebenen auf. Durch Schlitzen einer projektiven Ebene, die den in der Zeile genannten (projektiven) Schließungssatz erfüllt, entsteht stets eine affine Ebene von dem Typ, der in der gleichen Zeile beschrieben ist (→ siehe dazu Projektives Koordinatensystem). Daher können die Koordinatenbereiche der affinen Ebenen auch auf die entsprechenden projektiven Ebenen angewandt werden. Zwei affine Ebenen, die man durch Ausschneiden von unterschiedlichen Geraden aus einer bestimmten projektiven Ebene erhalten hat, müssen nicht isomorph sein, ebenso wenig die durch das Schlitzen bestimmten Koordinatenternärkörper. Das bedeutet zugleich, dass die projektiven Abschlüsse von zwei nicht isomorphen affinen Ebenen isomorph sein können.
Aus einer Translationsebene entsteht durch projektive Erweiterung stets eine projektive Translationsebene, aber nicht immer eine Moufangebene. Aus einer Translationsebene, die durch Schlitzen aus einer Moufangebene hervorgegangen ist, entsteht dann durch projektive Erweiterung wieder die ursprüngliche Moufangebene. Dieser spezielle Fall tritt genau dann auf, wenn jeder Koordinatenbereich der affinen und der projektiven Ebene sogar ein – und zwar bis auf Isomorphie stets der gleiche – Alternativkörper ist. In allen anderen Zeilen entsteht ganz allgemein aus einer beliebigen affinen Ebene des in der Zeile genannten Typs durch projektive Erweiterung eine projektive Ebene des in der gleichen Zeile genannten Typs.
Alle Koordinatenternärkörper, die einer projektiven Ebene als Koordinatenbereich zugeordnet werden können, sind zueinander isotope Ternärkörper.
→ Detailliertere Informationen über den Zusammenhang zwischen den geometrischen Eigenschaften von projektiven Ebenen und der algebraischen Struktur ihrer Koordinatenternärkörper finden sich im Artikel „Klassifikation projektiver Ebenen“.

## Beispiele und Bemerkungen
- Durch die im ersten Axiom des Ternärkörpers geforderten Strukturkonstanten hat jeder Ternärkörper mindestens zwei Elemente. Der kleinste Ternärkörper ist der Restklassenkörper {\displaystyle \mathbb {Z} /2\mathbb {Z} }. Die zugehörige affine Ebene der Ordnung 2, also das Minimalmodell einer affinen Ebene, ist die affine Fano-Ebene (der affine Ausschnitt wird in Affine Ebene erläutert).
- Jeder Schiefkörper {\displaystyle (K,+,\cdot ,0,1)} erfüllt die Axiome eines Quasikörpers und die eines Ternärkörpers, wenn man die Ternärverknüpfung wie oben für lineare Ternärkörper beschrieben definiert.
- Der einer affinen Ebene bis auf Isomorphie eindeutig zugeordnete Ternärkörper ist genau dann ein Schiefkörper, wenn in der affinen Ebene der (große) affine Satz von Desargues gilt, in diesem Fall spricht man von einer desarguesschen Ebene und kann die Addition und Multiplikation wie oben für lineare Ternärkörper beschrieben durch die Ternärverknüpfung ausdrücken.

Geraden in der Moulton-Ebene. Für die Abbildung wurden explizite Geradengleichungen zugrunde gelegt.

- Die Moulton-Ebene ist ein Beispiel für eine nichtdesarguessche affine Ebene, vergleiche dazu die Abbildung rechts. Sie kann als Ebene über dem Ternärkörper {\displaystyle (\mathbb {R} ,T)} beschrieben werden, wobei die Ternärverknüpfung durch

{\displaystyle T(a,b,d)={\begin{cases}{\frac {1}{2}}\cdot a\cdot b+d,\quad a<0\land b<0\\a\cdot b+d\qquad {\mbox{sonst.}}\end{cases}}\quad {}}
definiert wird. Da {\displaystyle T(a,1,b)=T(1,a,b)=a+b} mit der gewöhnlichen Addition gilt, ist dieser Ternärkörper linear, sogar eine kartesische Gruppe mit kommutativer Addition. Er erfüllt aber weder das Links- noch das Rechtsdistributivgesetz. Er ist also kein Quasikörper und die Moultonebene ist damit auch keine Translationsebene. Analog lassen sich aus jedem geordneten Körper {\displaystyle K} und mit beliebigen „Knick-Konstanten“ {\displaystyle C>0,\,C\neq 1} an Stelle von {\displaystyle 1/2} kartesische Gruppen konstruieren.
- Jede Divisionsalgebra über einem Körper ist ein Quasikörper und nur dann ein Schiefkörper, wenn die Multiplikation assoziativ ist.
- Ein Beispiel für einen solchen „echten“ Quasikörper sind die Oktonionen, eine 8-dimensionale nichtassoziative Divisionsalgebra über {\displaystyle \mathbb {R} }.[3]
- Jeder endliche Schiefkörper ist nach dem Satz von Wedderburn ein endlicher Körper. Daher sind alle desarguesschen Ebenen endlicher Ordnung pappussch, das heißt, jede endliche desarguessche affine Ebene hat die Ordnung {\displaystyle p^{n},n\geq 1} mit einer Primzahl {\displaystyle p} und ist ein zweidimensionaler affiner Raum (im Sinne der linearen Algebra) über dem endlichen Körper {\displaystyle \mathbb {F} _{p^{n}}.}

### Beispiele der Ordnung 9
Alle endlichen projektiven und affinen Ebenen, deren Ordnung kleiner ist als 9, sind desarguessch – es existiert also bis auf Isomorphie je genau eine mit der Ordnung {\displaystyle n\in \lbrace 2,3,4,5,7,8\rbrace } und keine mit der Ordnung 6. Die Beispiele der Ordnung 9, die hier dargestellt werden, und alle verwendeten Aussagen und Begriffe finden sich in Weibel (2007).
Es existieren genau 4 verschiedene (nicht isomorphe) projektive Ebenen der Ordnung 9. Eine davon ist die projektive Ebene über dem endlichen Körper {\displaystyle \mathbb {F} _{9}}, die drei anderen sind nichtdesarguessch. Nichtdesarguessche projektive Ebenen endlicher Ordnung sind nie Moufangebenen, daher hängt hier die algebraische Struktur des Ternärkörpers von dem vollständigen Viereck ab, das man als projektive Punktbasis auf der Ebene einführt.
Eine projektive Ebene heißt Translationsebene bezüglich einer ihrer Geraden, wenn sie in Bezug auf diese Gerade als Achse den kleinen projektiven Satz von Desargues erfüllt. Nur solche projektive Ebenen können einen Quasikörper als Koordinatenbereich haben. Eine gleichwertige Beschreibung einer solchen projektiven Translationsebene: Sie gehört zu einer der Klassen IVa, V oder VII in der Klassifikation projektiver Ebenen nach Hanfried Lenz.
Zwei der projektiven Ebenen der Ordnung 9 sind keine Translationsebenen in diesem Sinn, durch Schlitzen dieser Ebenen gelangt man stets zu einem Beispiel für eine nichtdesarguessche affine Ebene, die keine Translationsebene ist. Die dabei entstehenden Koordinatenternärkörper sind also durchweg keine Quasikörper.
Die dritte nichtdesarguessche Ebene, die bereits 1907 von Veblen und Wedderburn vorgestellt wurde, ist eine projektive Translationsebene, sie ist bis auf Isomorphie die einzige Ebene in der Lenz-Barlotti-Klasse IVa.3. Sie kann so geschlitzt werden, dass eine nichtdesarguessche affine Translationsebene entsteht, die eine Koordinatenebene über dem Linksquasikörper {\displaystyle J_{9}^{op}} der Ordnung 9 ist.
Der Linksquasikörper sieht so aus: {\displaystyle (J_{9}^{op\,*},\cdot )=(Q_{8},\cdot )}, das heißt die multiplikative Struktur des Quasikörpers ist durch die Quaternionengruppe {\displaystyle Q_{8}=\lbrace \pm 1,\pm i,\pm j,\pm k\rbrace } gegeben und also eine Gruppe, Produkte, die 0 enthalten, sollen 0 sein.
Die Addition ergibt sich, indem man für {\displaystyle J_{9}^{op}=Q_{8}\cup \lbrace 0\rbrace } so mit dem Vektorraum {\displaystyle \mathbb {F} _{3}^{2}} identifiziert:
1. {\displaystyle (1,i)} sei eine Basis,
2. {\displaystyle j=1-i} und {\displaystyle k=1+i}.

Die übrigen Additionen ergeben sich aus der Vektorraumstruktur, wenn das formale Minusvorzeichen der Quaternionengruppe als additive Inversenbildung behandelt wird. Vertauscht man in 2. die Identifizierungen, definiert also {\displaystyle j=1+i} und {\displaystyle k=1-i}, dann entsteht der Rechtsquasikörper {\displaystyle J_{9}}.
Insgesamt gibt es 5 nicht isomorphe Linksquasikörper mit 9 Elementen, einer davon ist {\displaystyle \mathbb {F} _{9}}, die vier anderen (einschließlich natürlich {\displaystyle J_{9}^{op}}) treten als Koordinatenbereich der projektiven Translationsebene über {\displaystyle J_{9}^{op}} auf, wenn man die projektive Punktbasis geeignet wählt. Daneben entsteht bei anderer Wahl des Koordinatensystems als Koordinatenbereich ein Ternärkörper, der kein Quasikörper ist. Einige der so entstehenden Ternärkörper sind isomorph zueinander.

## Zusatzeigenschaften der Koordinatenbereiche
Beim axiomatischen Aufbau der ebenen Geometrie spielt die Struktur des Koordinatenbereiches eine wichtige Rolle, da sich viele geometrische Eigenschaften in algebraischen Eigenschaften des Koordinatenbereiches widerspiegeln:
- Das Fano-Axiom erlaubt es, in affinen Translationsebenen Mittelpunkte und Punktspiegelungen zu definieren. Seine Gültigkeit ist für diese Ebenen äquivalent dazu, dass kein Element des Koordinatenquasikörpers die additive Ordnung 2 hat. Für (projektive und affine) desarguessche Ebenen ist seine Gültigkeit dazu äquivalent, dass der Koordinatenschiefkörper eine von 2 verschiedene Charakteristik hat.

Beim axiomatischen Aufbau der euklidischen Geometrie in einer pappusschen Ebene ist der „Koordinatenkörper“ tatsächlich ein Körper im Sinne der Algebra.
- Hat dieser Körper wenigstens zwei Quadratklassen, dann kann auf seiner Koordinatenebene eine Orthogonalitätsrelation definiert werden, ist seine Charakteristik nicht 2, dann können senkrechte Achsenspiegelungen und damit Winkelhalbierende definiert werden. Die pappussche Ebene wird damit zu einer präeuklidischen Ebene.
- Eine präeuklidische Ebene, in der Winkelhalbierende immer existieren, heißt frei bewegliche Ebene, ihr Koordinatenkörper ist ein pythagoreischer Körper, in dem −1 keine Quadratzahl ist. Diese Körper haben immer die Charakteristik 0. Umgekehrt kann die affine Ebene über einem solchen Körper stets mit einer Orthogonalität ausgestattet werden, die sie zu einer frei beweglichen Ebene macht. → Siehe dazu Winkelhalbierende#Synthetische Geometrie.
- Andererseits erlauben die Koordinatenkörper einer frei beweglichen Ebene stets eine Anordnung. Eine solche Anordnung des Körpers bedingt dann Anordnungsbeziehungen in der Ebene.
- Ist der Koordinatenkörper euklidisch, dann liefert die zugehörige affine Ebene ein Modell für eine ebene euklidische Geometrie, das sich mit klassischen geometrischen Methoden nicht von der herkömmlichen euklidischen Ebene über den reellen Zahlen {\displaystyle \mathbb {R} } unterscheiden lässt.